# Calliphaula leucippe
Calliphaula leucippe là một loài bọ cánh cứng trong họ Cerambycidae.